# Gary Anderson (darter)
Gary Anderson (ur. 22 grudnia 1970) – szkocki darter. Mistrz Świata z 2015 i 2016 roku. Jego pseudonim to The Flying Scotsman, zaś przy wejściu na pole gry używa utworu "Jump Around" zespołu House of Pain. Jego pierwszy duży sukces to zwycięstwo w 2007 International Darts League, w których to zawodach brali udział zawodnicy z obu organizacji dartowych – British Darts Organisation i Professional Darts Corporation.  Jego najlepszy wynik w BDO World Darts Championship jest rozczarowujący zważywszy na fakt, iż został sklasyfikowany na 1. miejscu przez World Darts Federation. Debiutował na zawodach w Lakeside, jednak jego pogromcą okazał się w 1. rundzie Szwed Stefan Nagy. W turnieju tym odpadał w pierwszych rundach w latach: 2004 (z Tony O’Shea), 2005 (Raymond van Barneveld), 2007 (Albertino Essers i 2008 (Fabian Roosenbrand). Przeszedł z BDO do PDC w 2009.

## Występy na MŚ

### BDO
- 2002: 1. runda (przegrał z Stefan Nagy 0-3)
- 2003: półfinał (przegrał z  Ritchie Davies 2-5)
- 2004: 1. runda (przegrał z Tony O’Shea 0-3)
- 2005: 1. runda (przegrał z Raymond van Barneveld 0-3)
- 2006: 2. runda (przegrał z Raymond van Barneveld 1-4)
- 2007: 2. runda (przegrał z Albertino Essers 2-3)
- 2008: 1. runda (przegrał z Fabian Roosenbrand 2-3)
- 2009: ćwierćfinał (przegrał z Tony O’Shea 3-5)

### PDC
- 2010: 2. runda (przegrał z Ronnie Baxter 0-4)
- 2011: Finał (przegrał z Adrian Lewis 5-7)
- 2012: Ćwierćfinał (przegrał z Simon Whitlock 1-5)
- 2013: 3. runda (przegrał z Raymond van Barneveld 0-4)

- 2014: 3. runda (przegrał z Michael Van Gerwen 3-4)
- 2015: Mistrzostwo Świata PDC (wygrał w finale z Phil Taylor 7-6)
- 2016: Mistrzostwo Świata PDC (wygrał w finale z Adrian Lewis 7-5)
- 2017: Finał (przegrał z Michael van Gerwen 3-7)
- 2018: Ćwierćfinał (przegrał z Phil Taylor 3-5)
- 2019: Półfinał (przegrał z Micheal Van Gerwen 1-6)
- 2020: 4. runda (przegrał z Nathan Aspinall 2-4)
- 2021: Finał (przegrał z Gerwyn Price 3-7)
- 2022: Półfinał (przegrał z Peter Wright 4-6)
- 2023: 3. runda (przegrał z Chris Dobey 1-4)
- 2024: 4. runda (przegrał z Brendan Dolan 3-4)